# Lincoln Nautilus
Lincoln Nautilus — розкішний позашляховик середнього розміру, який продається під брендом Lincoln компанії Ford Motor. Спочатку Nautilus був переробленою версією MKX в рамках середнього циклу оновлення в 2018 році, оскільки Lincoln поступово відмовився від використання назв моделей «MK». Назва «Наутілус» походить від давньогрецького слова nautes, що означає «моряк», як морський або астронавт.
Перше покоління базується на платформі CD4 і виготовляється на заводі Oakville Assembly в Оквіллі, Онтаріо, Канада разом із Ford Edge, Ford Flex і Lincoln MKT. Друге покоління виробляється виключно компанією Changan Ford у Китаї, оскільки Ford переобладнає складальний завод в Оквілі для виробництва електромобілів.

## Перше покоління (U540; 2018-2023)

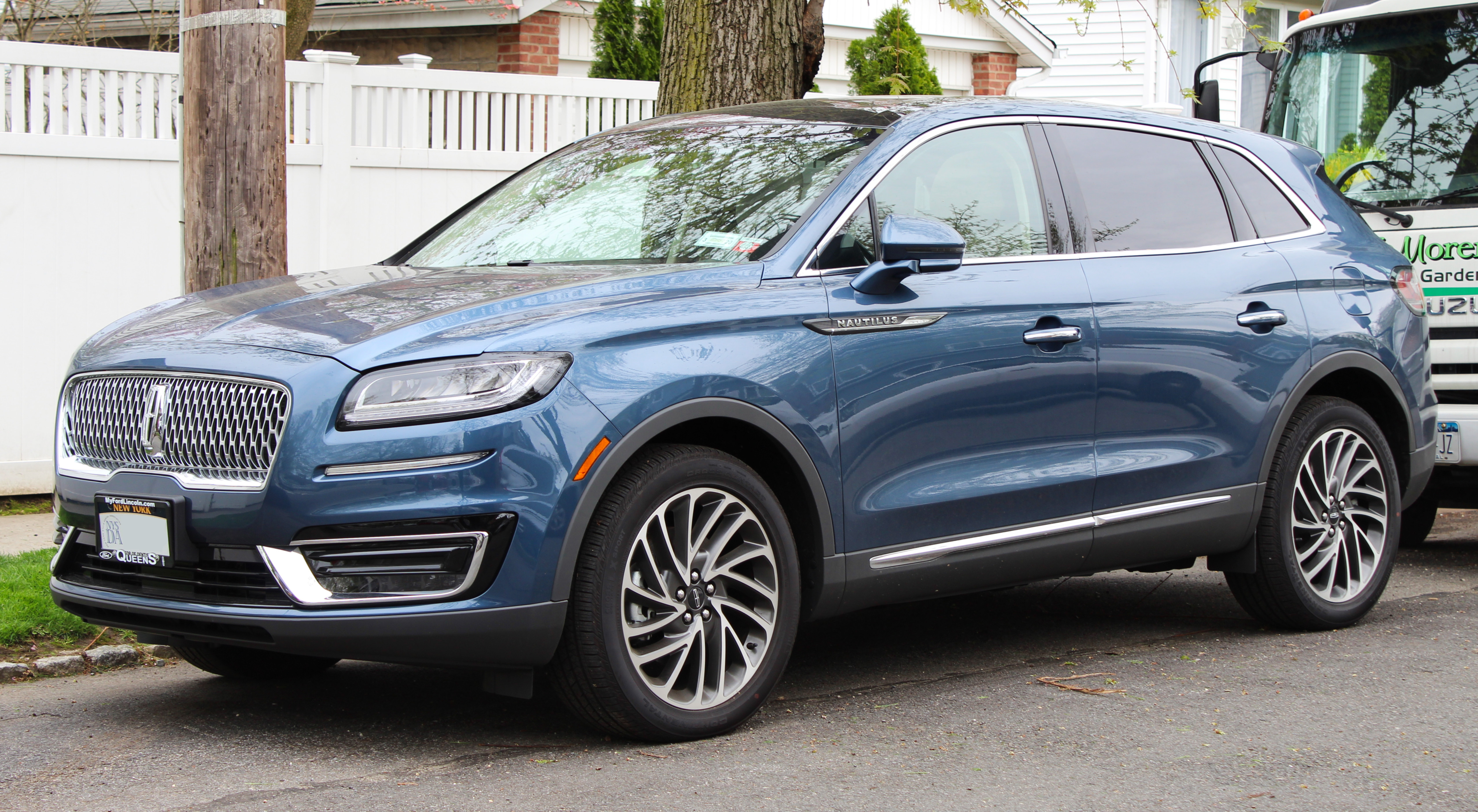
Lincoln Nautilus

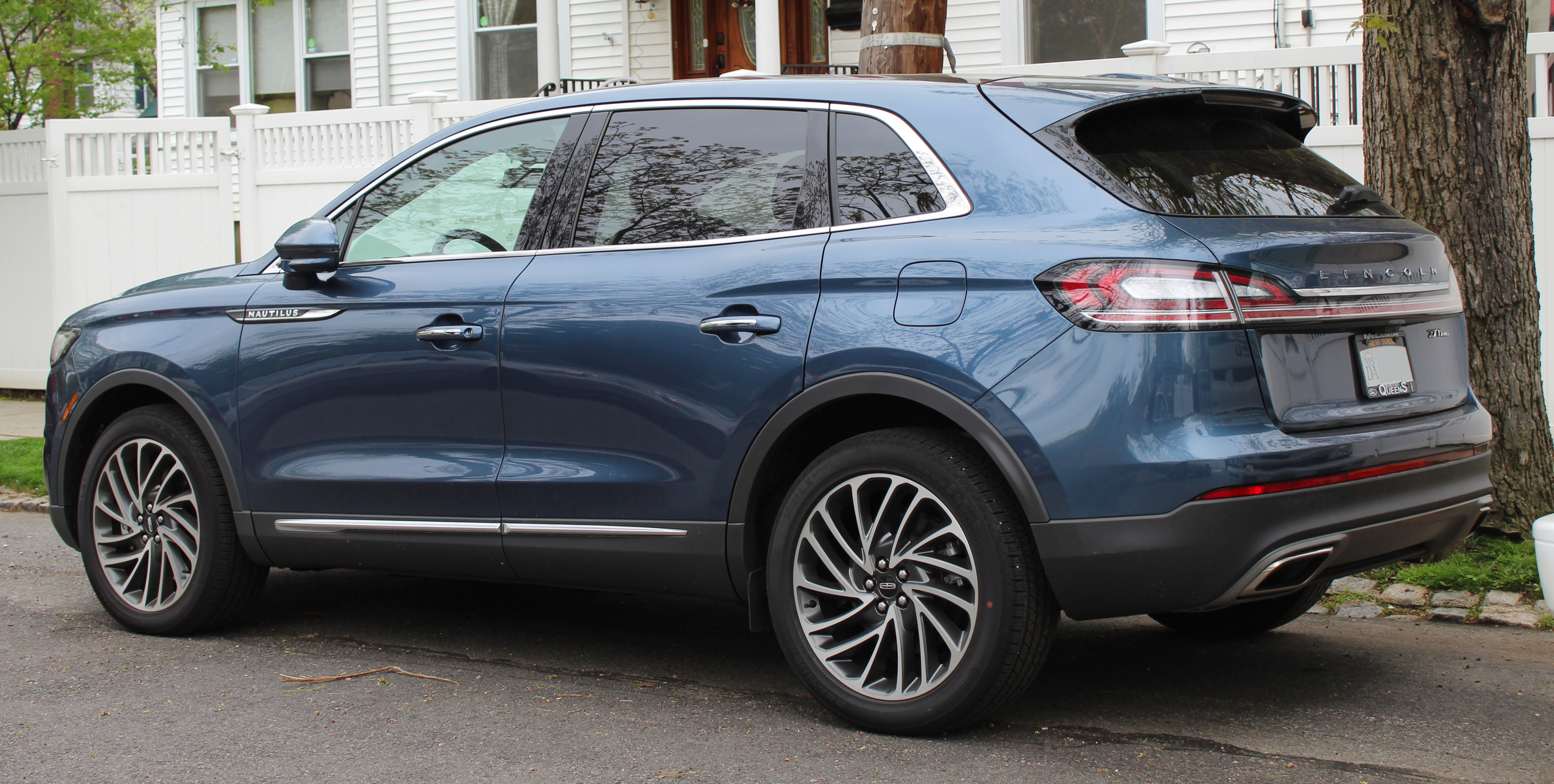
Lincoln Nautilus

У 2018 році, Lincoln модернізував друге покоління MKX, змінивши його назву на Lincoln Nautilus. У рамках оновлення моделі Nautilus отримує новий корпоративний стиль вперше продемонстрований на Lincoln Continental, Lincoln Navigator та оновлених MKC та MKZ.
Автомобіль в базі отримав новий двигун 2.0 л EcoBoost I4, що прийшов на заміну замінює 3.7 л Cyclone V6, двигун 2.7 л EcoBoost V6 залишився без змін. Обидва двигуни оснащені системою "старт-стоп". 8-ступінчаста автоматична трансмісія замінила 6-ступінчасту автоматичну коробку передач.
В продажі Lincoln Nautilus доступний з 2018 року.

### Двигуни
Бензинові
- 2,0 л I4 EcoBoost, 245 к.с. 350-373 Нм
- 2,7 л V6 EcoBoost, 330 к.с. 515 Нм

## Друге покоління (CDX707; з 2023)

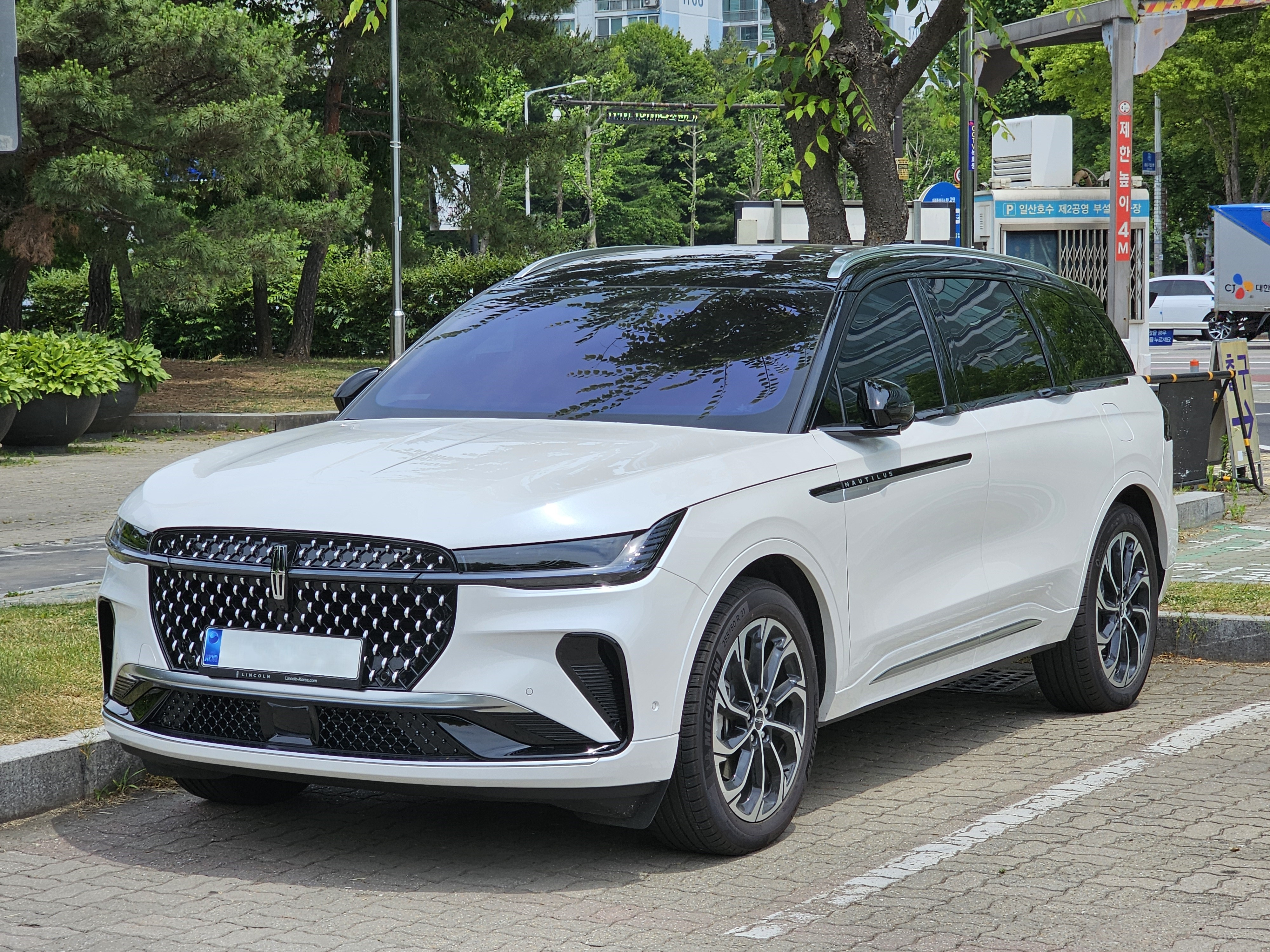
Lincoln Nautilus ІІ

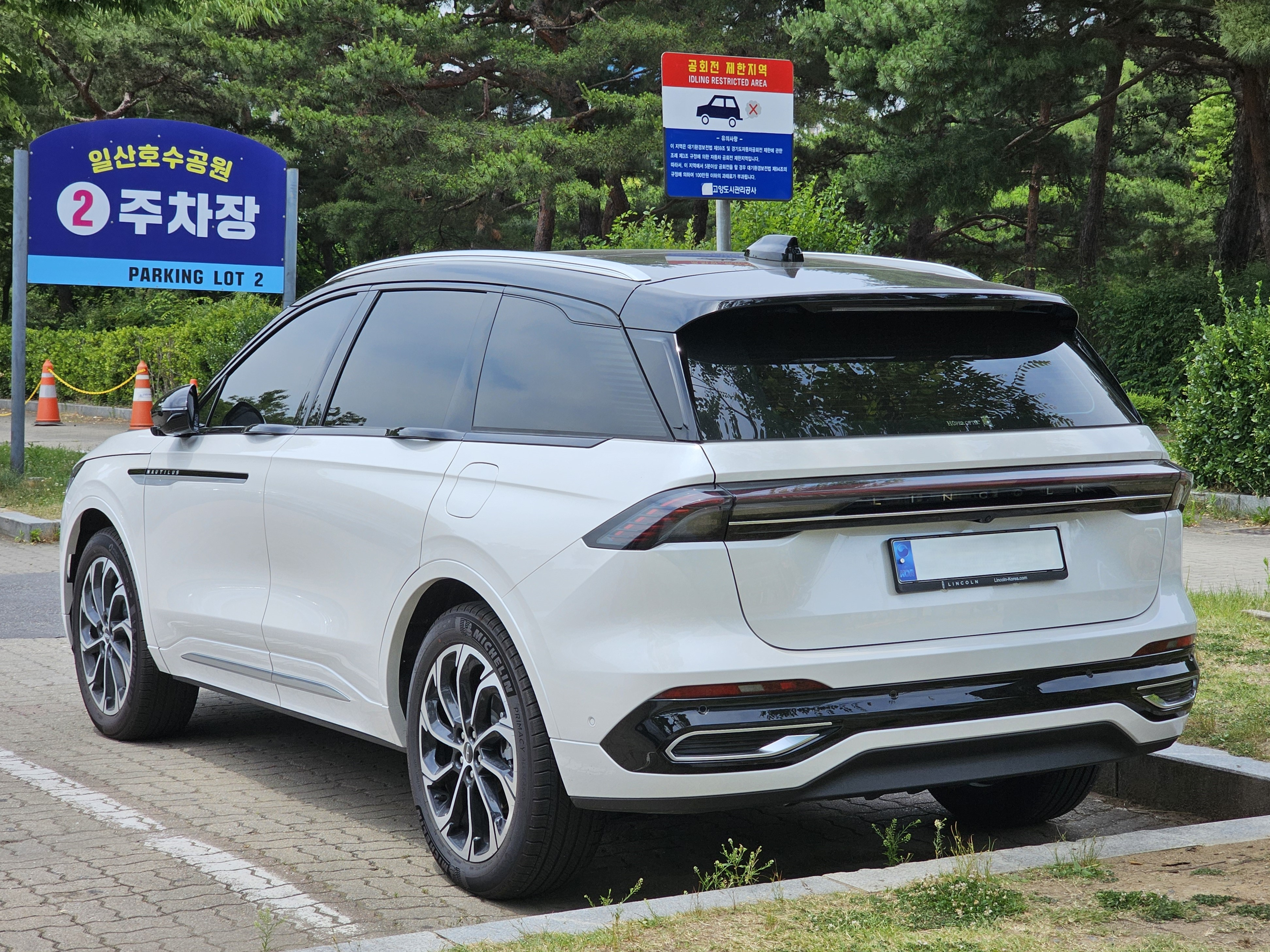

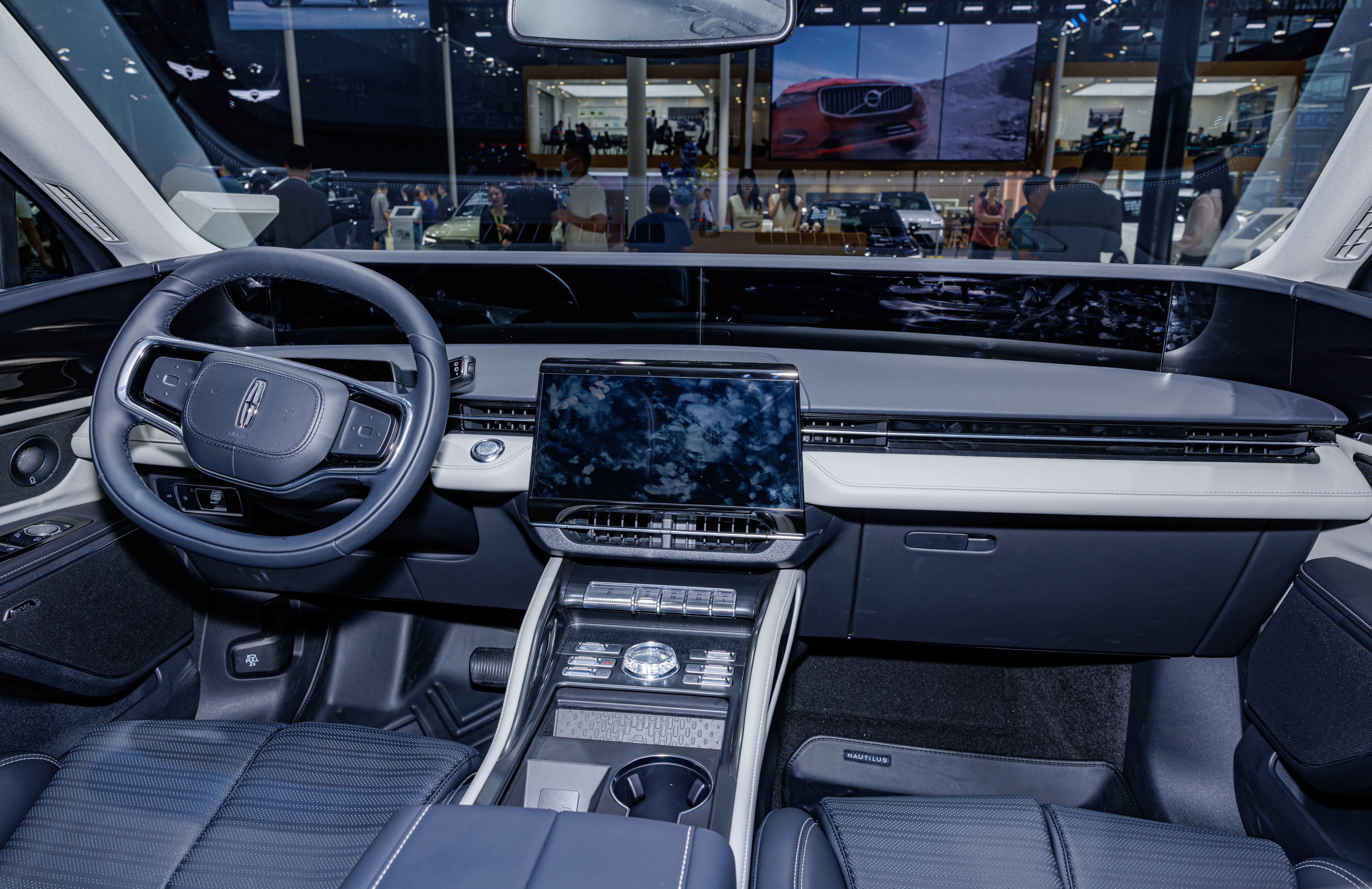

Третє покоління Nautilus було випущено у 2023 році для китайського ринку. Це позашляховик середнього розміру з п’ятьма місцями, доступний як з бензиновою, так і з гібридною бензиново-електричною силовою установкою. 
На ринку США Nautilus був представлений 17 квітня 2023 року та надійшов в продаж у 2024 році, імпортований з Китаю.

### Двигуни
Бензиновий:
- 2.0 L turbo I4

Бензиновий hybrid:
- 2.0 L I4